# Rhododendron rothschildii
Rhododendron rothschildii är en ljungväxtart som beskrevs av Davidian. Rhododendron rothschildii ingår i släktet rododendron, och familjen ljungväxter. Inga underarter finns listade i Catalogue of Life.